# William E. Glenn
William Ellis Glenn (ngày 12 tháng 5 năm 1926 – ngày 13 tháng 7 năm 2013) là nhà phát minh người Mỹ và là Giáo sư tại Đại học Florida Atlantic nổi tiếng nhờ những đóng góp của ông dành cho công nghệ hình ảnh. Glenn được trao 136 bằng sáng chế Hoa Kỳ, từng giữ chức giám đốc Trung tâm Không gian Thương mại Công nghệ Hình ảnh của NASA, đồng thời là người đứng đầu Trung tâm Công nghệ Hình ảnh của FAU và là một trong những nhà phát minh khả thi nhất về mặt thương mại ở nước Mỹ. Năm 1978, thiết bị giảm tiếng ồn kỹ thuật số do ông sáng chế đã mang về Giải Emmy trên truyền hình đầu tiên dành cho NYIT. Glenn còn đứng ra chỉ đạo Trung tâm Nghiên cứu Khoa học và Công nghệ cũ của NYIT ở Florida kiêm luôn công việc cải tiến phát minh của mình. Bộ giảm nhiễu kỹ thuật số được trao bằng sáng chế về công nghệ 3-D vào năm 1979.